# Greensboro Swarm 2017-2018
La stagione 2017-18 dei Greensboro Swarm fu la 2ª nella NBA D-League per la franchigia.
I Greensboro Swarm arrivarono quarti nella Southeast Division con un record di 16-34, non qualificandosi per i play-off.

## Roster
|    | Naz.                   | Ruolo | Sportivo        | Anno | Alt. | Peso |  |
| -- | ---------------------- | ----- | --------------- | ---- | ---- | ---- |  |
| 0  | Stati Uniti (bandiera) | A     | L.G. Gill       | 1994 | 203  | 95   |  |
| 2  | Stati Uniti (bandiera) | G     | Coron Williams  | 1989 | 185  | 77   |  |
| 3  | Stati Uniti (bandiera) | G     | Terry Henderson | 1994 | 196  | 88   |  |
| 4  | Stati Uniti (bandiera) | G     | Marcus Paige    | 1993 | 183  | 74   |  |
| 5  | Stati Uniti (bandiera) | G     | Cat Barber      | 1994 | 191  | 78   |  |
| 7  | Stati Uniti (bandiera) | G     | Dwayne Bacon    | 1995 | 201  | 100  |  |
| 9  | Australia (bandiera)   | AC    | Mangok Mathiang | 1992 | 208  | 104  |  |
| 10 | Stati Uniti (bandiera) | G     | T.J. Williams   | 1994 | 191  | 93   |  |
| 12 | Stati Uniti (bandiera) | A     | Sam Thompson    | 1992 | 201  | 91   |  |
| 13 | Stati Uniti (bandiera) | A     | Cole Huff       | 1994 | 203  | 100  |  |
| 14 | Stati Uniti (bandiera) | G     | Dominic James   | 1986 | 180  | 84   |  |
| 14 | Stati Uniti (bandiera) | A     | Roscoe Smith    | 1991 | 206  | 92   |  |
| 18 | Stati Uniti (bandiera) | A     | Luke Petrasek   | 1995 | 208  | 98   |  |
| 21 | Stati Uniti (bandiera) | A     | Jalen Jones     | 1993 | 201  | 100  |  |
| 21 | Stati Uniti (bandiera) | G     | Damien Wilkins  | 1980 | 198  | 102  |  |
| 22 | Stati Uniti (bandiera) | G     | John Dawson     | 1995 | 188  | 93   |  |
| 23 | Stati Uniti (bandiera) | G     | Brent Arrington | 1992 | 191  | 86   |  |
| 24 | Stati Uniti (bandiera) | G     | Archie Goodwin  | 1994 | 196  | 86   |  |
| 25 | Stati Uniti (bandiera) | G     | Charles Cooke   | 1994 | 196  | 89   |  |
| 32 | Stati Uniti (bandiera) | G     | Julyan Stone    | 1998 | 198  | 91   |  |
|    | Stati Uniti (bandiera) | G     | Malik Monk      | 1998 | 191  | 91   |  |

## Staff tecnico
- Allenatore: Noel Gillespie
- Vice-allenatori: Corsley Edwards, Brian Boyle, Kurt Couvion